# Yitzhak Ben-Zvi
Cet article possède un paronyme, voir Zvi.
Yitzhak Ben-Zvi (en hébreu : יצחק בן צבי) né Shymshelevitch à Poltava, aujourd'hui en Ukraine, le 24 novembre 1884 et décédé à Jérusalem le 23 avril 1963, est un homme politique israélien, et deuxième président de l'État d'Israël du 8 décembre 1952 au 23 avril 1963.
Il a joué un rôle décisif dans les domaines du travail, de la défense et de la garde du pays. Cofondateur du mouvement Poale Zion, dans le journal duquel il a rédigé de nombreux articles, il était aussi chercheur, spécialiste des Tribus d'Israël et de la communauté des Samaritains.

## Biographie
En Russie, il crée avec d'autres le mouvement Poale Zion en réaction aux exactions antisémites de 1905 et enfin émigre en Palestine en 1907. De nouveau, Ben-Zvi y fonde en collaboration avec d'autres pionniers, les organisations Bar-Guiora et Hashomer. En 1915, il est, comme d'autres leaders du Yishouv, expulsé de Palestine par les Turcs. Il émigre alors aux États-Unis, où il compte parmi les fondateurs de la Brigade Juive, composée de volontaires engagés du côté anglais contre les Turcs et leurs alliés. En 1918, Ben-Zvi retourne en Palestine au sein de la Brigade, et devient membre actif dans différentes institutions du Yishouv. Après la mort de Haïm Weizmann, premier président de l'État d'Israël, Yitzhak Ben-Zvi est élu, en 1952, à la place de ce dernier, poste auquel il est réélu en 1957 et en 1962. Yitzhak Ben-Zvi refuse la grâce demandée par Adolf Eichmann le 31 mai 1962.
En son hommage, est créé l'institut Yad Ben-Zvi, spécialisé dans la recherche sur la Terre d'Israël et les communautés d'Israël.